# Emil Abderhalden

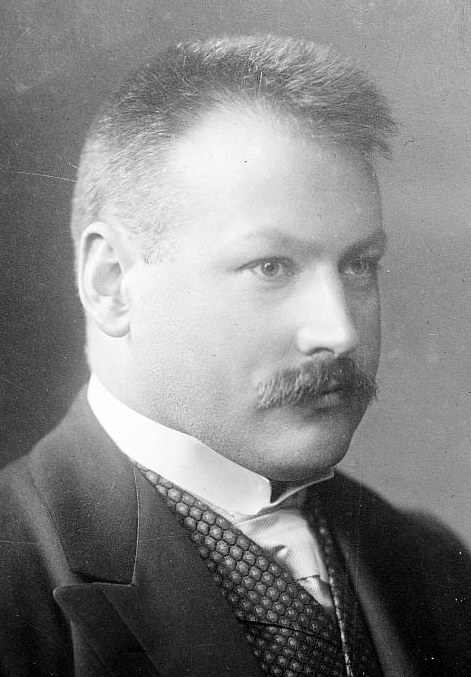
Emil Abderhalden

Emil Abderhalden sinh ngày 9 tháng 3 năm 1877 và mất ngày 5 tháng 8 năm 1950, là một nhà sinh học và nhà sinh lý học Thụy Sĩ. Những phát hiện chính của ông, dù đã bị tranh cãi vào những năm 1920 nhưng cuối cùng đã không bị bác bỏ cho đến cuối những năm 1990. Cho dù những phát hiện sai lệch của ông dựa trên kết quả của việc thiếu khoa học và vẫn còn chưa rõ ràng. Khẩu súng lục của Abderhalden được sử dụng trong hóa học lần đầu tiên đã được mô tả bởi một trong những sinh viên của ông trong một cuốn sách giáo khoa đã được Abderhalden chỉnh sửa.

## Tiểu sử
Emil Abderhalden sinh ra ở Oberuzwil, Canton of St. Gallen ở Thụy Sĩ. Abderhalden từng học dược tại Đại học Basel và nhận bằng tiến sĩ vào năm 1902. Sau đó ông nghiên cứu trong phòng thí nghiệm của Emil Fischer và làm việc tại Đại học Berlin. Năm 1911, ông chuyển đến Đại học Halle và dạy khoa sinh lý học tại trường này Từ năm 1931 đến năm 1950, Ông là chủ tịch của German Academy of Natural Scientists Leopoldina. Vào năm 1936, ông được chỉ định là thành viên của Pontifical Academy of Sciences.. Từ năm 1931 đến năm 1950, ông là chủ tịch Học viện Khoa học Tự nhiên Đức Leopoldina. Năm 1936 ông được bổ nhiệm làm thành viên của Học viện Giáo hoàng về Khoa học. Trong Thế chiến I, ông thành lập một bệnh viện dành cho trẻ em và đứng đầu tổ chức việc đưa trẻ em suy dinh dưỡng sang Thụy Sĩ. Sau đó, ông tiếp tục việc nghiên cứu của mình về hóa học sinh lý và bắt đầu nghiên cứu quá trình trao đổi chất, hóa học thực phẩm. Sau Thế chiến II, Abderhalden trở lại Thụy Sĩ và nhận được một vị trí tại Đại học Zurich. Ông qua đời tại đây ở tuổi 73. Hành tinh nhỏ 15262 Abderhalden được đặt theo tên của nhà sinh lý học này để tôn vinh ông.

## Công việc khoa học và những tranh luận
Abderhalden được biết đến với công việc xét nghiệm máu trong giai đoạn mang thai, xét nghiệm cystine trong nước tiểu, và giải thích hội chứng Abderhalden-Kaufmann-Lignac, một tính trạng di truyền lặn. Ông đã làm một công việc có quy mô lớn trong việc phân tích protein, polypeptides, và enzyme. Lý thuyết Abwehrfermente của ông ("enzyme phòng thủ") cho rằng miễn dịch bị tấn công sẽ tạo ra sản xuất proteases. Điều này dường như đã được chứng minh bởi nhiều cộng tác viên ở Châu Âu, mặc dù vậy ông vẫn ra sức nỗ lực để xác minh lý thuyết ở nước ngoài không thành công.
Vào cuối năm 1912, "phản ứng lên men trong phòng thí nghiệm" của Abderhalden đã được ứng dụng vào chẩn đoán phân biệt chứng loạn nhịp tim do các bệnh tâm thần khác và do các nhà tâm thần học Stuttgart August Fauser (1856-1938) đưa ra và những tuyên bố về sự thành công kỳ diệu của ông nhanh chóng được các nhà nghiên cứu Đức và đặc biệt ở Hoa Kỳ sao chép. Tuy nhiên, bất chấp sự công khai trên toàn thế giới, "thử máu cho sự điên rồ" đã tạo ra, trong một vài năm "phản ứng của Fauser-Faderhalden" đã bị mất uy tín và chỉ có một số nhà nghiên cứu tâm thần Mỹ vẫn tiếp tục tin tưởng vào nó. Danh tiếng của Abderhalden tiếp tục phát triển ở Đức, tuy nhiên,tại đây các cộng tác viên quản lý sẽ sao chép kết quả của ông và thường lặp lại các thí nghiệm cho đến khi họ thành công và loại bỏ được hết những kết quả tiêu cực. Abderhalden được xem là người sáng lập khoa học sinh hóa học ở Đức.
Công việc nghiên cứu của Abderhalden có ý nghĩa về tư tưởng: lý thuyết của ông đã được Otmar von Verschuer và Josef Mengele dùng để thử nghiệm máu và tách "Aryan" khỏi các cá thể không phải là Aryan và Abderhalden không tham gia vào công việc này.
Nhà sinh hóa học Emil Abderhalden đã chuyển sang Verschuer năm 1940, bởi vì ông cần máu của một cặp song sinh để kiểm tra "phản ứng Abderhalden" ở những cặp song sinh giống hệt nhau, Abderhalden khẳng định rằng một số phản ứng của hệ thống miễn dịch được kích thích bởi việc sản xuất từng protease cụ thể. Do sự phát hiện của các enzym phòng vệ của ông, phát hiện các bệnh như bệnh tim và bệnh ung thư thông qua xét nghiệm máu đã trở thành điều có thể làm được. Abderhalden cũng tin rằng các đặc tính chủng tộc sẽ bao gồm trong các protein của mô và máu. Những gợi ý này được đưa ra bởi Verschuer và phát triển thành một dự án nghiên cứu về sự di truyền của chủng tộc người da trắng cụ thể, từ đó ông hy vọng có thể phát triển một bài kiểm tra máu vì sự quyết tâm của chủng tộc loài người. Ngoài ra, nhà hóa sinh học Günther Hillmann đã được đưa vào dự án, được bổ nhiệm như là một chuyên gia về nghiên cứu protein của Viện Hoá học Kaiser Wilhelm dưới thời Adolf Butenandt. Verschuer đã phát biểu trong bối cảnh của 200 mẫu máu được nghiên cứu từ các thành viên trong gia đình của các chủng tộc khác nhau mà chất nền được cấu tạo từ đó.
Mặc dù các lý thuyết của ông bị bác bỏ ngay đầu những năm 1910, nhưng Abderhalden vẫn còn ảnh hưởng rộng lớn như một người đứng đầu trong các bộ phận của cộng đồng khoa học Đức.